# Werner Krabs
Werner Krabs (Altona, Hamburgo, 25 de abril de 1934 – 6 de março de 2017) foi um matemático alemão, professor de matemática da Universidade Técnica de Darmstadt.

## Carreira
Werner Krabs obteve um doutorado em 1963 na Universidade de Hamburgo, orientado por Lothar Collatz, com a tese Einige Probleme zur Lösung des diskreten, linearen Tschebyscheff-Problems.
Werner Krabs foi chamado em 1972 para a Universidade Técnica de Darmstadt. Krabs orientou diversas teses de doutorado. Alguns de seus alunos tornaram-se professores.

## Obras
- Werner Krabs (2005). Spieltheorie – Dynamische Behandlung von Spielen. [S.l.]: Vieweg+Teubner Verlag. ISBN 978-3-519-00523-0
- Werner Krabs, Stefan Wolfgang Pickl (2003). Analysis, Controllability and Optimization of Time-Discrete Systems and Dynamical Games. Col: Lecture Notes in Economics and Mathematical Systems. 529. Berlin Heidelberg: Springer-Verlag. ISBN 978-3-540-40327-2. ISSN 0075-8442
- Werner Krabs (1998). Dynamische Systeme: Steuerbarkeit und chaotisches Verhalten. Stuttgart Leipzig: Vieweg+Teubner Verlag. ISBN 978-3-519-02638-9
- Werner Krabs (1997). Mathematische Modellierung – Eine Einführung in die Problematik. [S.l.]: Vieweg+Teubner Verlag. ISBN 978-3-519-02635-8
- Werner Krabs, ed. (1992). On Moment Theory and Controllability of One-Dimensional Vibrating Systems and Heating Processes. Col: Lecture Notes in Control and Information Sciences. 173. Berlin Heidelberg: Springer. ISBN 978-3-540-55102-7. ISSN 0170-8643
- Werner Krabs (nov 1994). Mathematical foundations of signal theory. Col: Sigma Series in Applied Mathematics. [S.l.]: Heldermann Verlag. ISBN 978-3885384069
- Werner Krabs (1995). Optimal control of undamped linear vibrations. Col: Research and exposition in mathematics. 22. Lemgo: Heldermann
- Werner Krabs (20 de novembro de 2012). «Softcover reprint of the original 1st ed. 1983». Einführung in die lineare und nichtlineare Optimierung für Ingenieure. [S.l.]: Teubner. ISBN 978-3519029526
- Werner Krabs (1978). Einführung in die Kontrolltheorie. Col: Die Mathematik. Darmstadt: Wissenschaftliche Buchgesellschaft
- Werner Krabs (1975). Optimierung und Approximation. Col: Teubner Studienbücher Mathematik. [S.l.]: Vieweg+Teubner Verlag. ISBN 978-3-519-02055-4. ISSN 1615-3405
- Lothar Collatz, Werner Krabs (1973). Approximationstheorie – Tschebyscheffsche Approximation mit Anwendungen. Col: Teubner Studienbücher Mathematik. [S.l.]: Vieweg+Teubner Verlag. ISBN 978-3-519-02041-7. ISSN 1615-3405